# Đại Cổ Thái Cổ

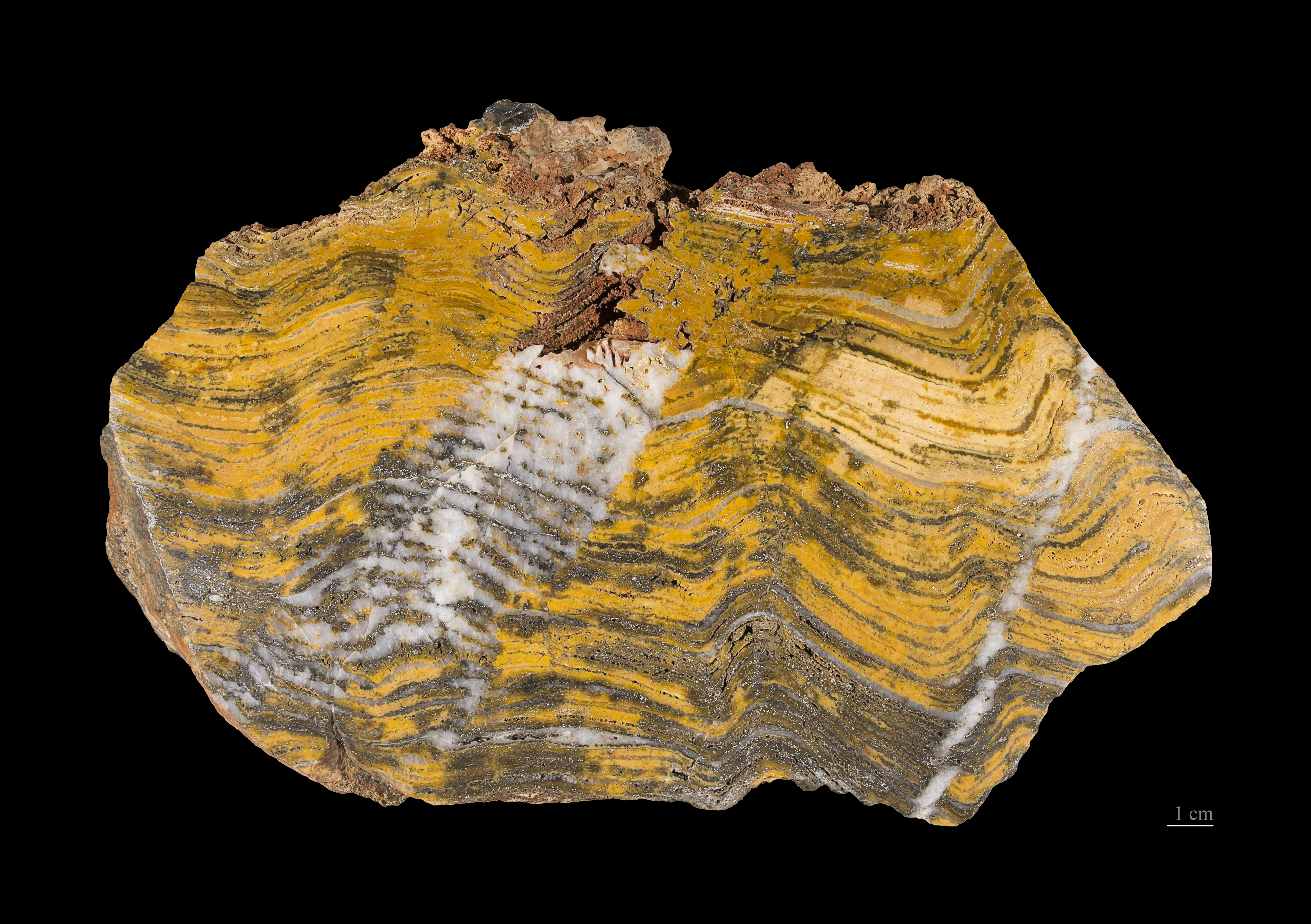
Đá stromatolite - Pilbara craton - Tây Úc

Đại Cổ Thái Cổ (Paleoarchean, Palaeoarchaean) là một đại trong niên đại địa chất của Trái Đất kéo dài từ khoảng 3.600 triệu năm trước (Ma) tới khoảng 3.200 Ma. Nó là phần thứ hai của liên đại Thái Cổ, tiếp ngay sau đại Tiền Thái Cổ. Niên đại của nó được xác định bằng địa thời học mà không tham chiếu đến các tầng đá cụ thể nào của Trái Đất. Dạng sự sống cổ nhất đã biết, các hóa thạch vi khuẩn được bảo tồn khá tốt có niên đại trên 3.460 Ma tại miền tây Australia  là thuộc về đại này.
Đại Cổ Thái Cổ kết thúc khi đại Trung Thái Cổ (Mezoarchean) bắt đầu.